# Guzmania osyana
Guzmania osyana (E.Morren) Mez es una especie de planta de la familia de las bromeliáceas dentro de la subfamilia Tillandsioideae.

## Distribución geográfica
Es endémica de Ecuador. Su hábitat natural son las tierras bajas tropicales o los bosques tropicales y subtropicales húmedos o montanos. Está amenazado por la pérdida de hábitat.

## Historia
Es una bromelia epífita endémica de Ecuador. Las semillas de las especies fueron recogidas por G. Wallis en 1875, y se cultivan en el jardín botánico de Lieja (Bélgica), donde florecieron en septiembre de 1885. Después de 59 años, M. Acosta-Solís encontró otra subpoblación en El Almendral, Cantón Paltas, provincia de Loja, entre 1.800 y 2.200 m. Una tercera subpoblación se registró en la provincia de Bolívar, entre Chillanes y Febres Cordero, en 1999. No se sabe que se produzcan dentro de la red de áreas protegidas de Ecuador. El hábitat de la especie ha sido en gran parte deforestada y las subpoblaciones se encuentran sólo en los remanentes de bosque a lo largo de los arroyos. Ningún ejemplar de esta especie se encuentran en museos ecuatorianos. La destrucción del hábitat es la única amenaza que se conoce para la especie.

## Taxonomía
Guzmania osyana fue descrita por (E.Morren) Mez y publicado en Monographiae Phanerogamarum 9: 914. 1896.
Etimología
Guzmania: nombre genérico otorgado en honor del farmacéutico español Anastasio Guzmán, que también fue un coleccionista de objetos de historia natural.
Sinonimia
Caraguata magnifica hort. ex Baker
Caraguata osyana E.Morren